# 水溝站 (羅先市)
水沟站（韓語：물골역）是朝鮮民主主義人民共和國羅先特別市先鋒區域洪儀里的一個鐵路車站，属于咸北线和豆满江线。

## 邻近车站
咸北线
洪仪站 - 水沟站 - 九龙坪站
豆满江线
水沟站 - 赤池站